# Marcel Delabarre
Marcel Léon Alexis Delabarre, auch Marcel De la Barre, (* 20. August 1892 in Saint-Didier; † 29. Oktober 1943 in Paris) war ein französischer Autorennfahrer.

## Karriere
Marcel Delabarre war in seiner Karriere einmal beim 24-Stunden-Rennen von Le Mans am Start. 1924 fuhr er gemeinsam mit Eugène Verpault einen Brasier TB4 an die siebte Stelle der Gesamtwertung.

## Statistik

### Le-Mans-Ergebnisse
| Jahr | Team                            | Fahrzeug    | Teamkollege     | Platzierung | Ausfallgrund |
| ---- | ------------------------------- | ----------- | --------------- | ----------- | ------------ |
| 1924 | Société des Automobiles Brasier | Brasier TB4 | Eugène Verpault | Rang 7      |              |